# Saint-Clair (Lot)
Saint-Clair è un comune francese di 150 abitanti situato nel dipartimento del Lot nella regione dell'Occitania.

## Società

### Evoluzione demografica
Abitanti censiti